# Tōdō Takatora

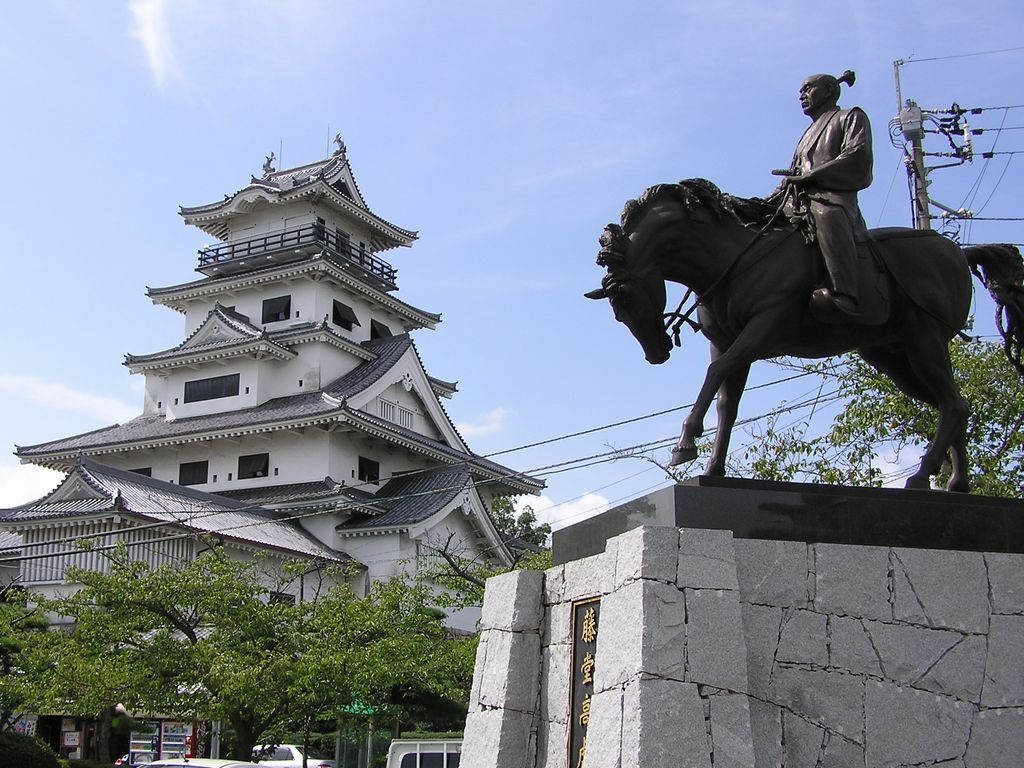
Reiterstatue von Tōdō Takatora, im Hintergrund die von ihm erbaute Burg Imabari

Tōdō Takatora (jap. 藤堂 高虎; * 16. Februar 1556; † 9. November 1630) war ein japanischer Feudalfürst (Daimyō) der Azuchi-Momoyama-Zeit sowie der frühen Edo-Zeit. Er machte sich vor allem als Burgenbauer (darunter Burg Zeze, Burg Fushimi, Burg Sasayama und Burg Kameyama) und fähiger Verwalter einen Namen.

## Leben
Tōdō Takatora wurde als Sohn einer verarmten Samurai-Familie in der Provinz Ōmi geboren und diente zunächst als Ashigaru in der Armee des Azai-Klans. 1570 kämpfte er bei Anegawa gegen die Oda-Tokugawa-Allianz, schloss sich nach der Niederlage der Azai allerdings den Oda an und diente unter Toyotomi Hidenaga. Nach Oda Nobunagas Ermordung beim Honnōji-Zwischenfall und dem darauffolgenden Bürgerkrieg unter Nobunagas Generälen war Tōdō Takatora ein Vasall des Toyotomi-Klans, dessen Oberhaupt, Toyotomi Hideyoshi, ebenfalls aus bescheidenen Verhältnissen stammte. Aufgrund seiner Fähigkeiten im Bau und der Belagerung von Burgen wurde er mehrfach befördert und hatte während des Imjin-Krieges bereits den Rang eines Kommandanten der Flotte inne. Für seine Dienste wurde er 1595 mit dem Lehen Uwajima mit 70.000 koku Ertrag in der Provinz Iyo belohnt.
Obwohl Tōdō Takatora zu den wichtigsten Gefolgsleuten der Toyotomi-Familie gehörte, wechselte er nach Hideyoshis Tod im Jahr 1598 die Seiten und schloss sich Tokugawa Ieyasu, dem Daimyō von Mikawa an. In der Schlacht von Sekigahara stand er Ōtani Yoshitsugu gegenüber. Trotz zahlenmäßiger Überlegenheit wurde er von diesem zuerst zurückgedrängt, bevor der Verrat von Kobayakawa Hideaki das Blatt wendete. Dem isolierten Yoshitsugu blieb nur der rituelle Selbstmord und die Tokugawa triumphierten über ihre Feinde.
Nach dem Ende des Krieges erhielt Tōdō Takatora 1600 das größere Lehen Imabari mit 120.000 koku, wodurch er zum Daimyō wurde. Da er aber nicht zu den langjährigen Gefolgsleuten der Tokugawa gehörte, wurde er zu den Tozama-Daimyō gezählt. 1608 gab er dieses für das die komplette Provinz Iga und acht zusätzliche Landkreise (kōri) umfassende Lehen Tsu mit 200.000 koku Ertrag ab. Seine Nachfolger sollten diesen Besitz bis zum Beginn der Meiji-Zeit und der Abschaffung der Han im Jahr 1871 regieren.